# Оксенрид, Сандра
Сандра Оксенрид (швед. Sandra Oxenryd; род. 1 октября 1982, Кристинехамн, Швеция) — шведская поп-певица.
Победительница шведского шоу Fame Factory (с англ. — «Фабрика славы»).
Выступала за Эстонию на конкурсе песни «Евровидение-2006». В национальном отборе Оксенрид обошла считавшуюся фавориткой певицу Инес, которая в 2000 году стала четвёртой с песней «Once in a lifetime». В полуфинале «Евровидения-2006» Оксендрид исполнила песню «Through My Window», набрала 28 баллов и заняла 18-е место, но не прошла в финал.
В 2008 году принимала участие в польском отборе на Евровидение с песней «Superhero», но не сумела выиграть и пробиться в финальную часть конкурса.